# Crux (Jugendpastorales Zentrum)
Das CRUX (lat.; Kreuz) ist das Jugendpastorale Zentrum der katholischen Kirche in der Kölner Südstadt. Zum CRUX gehört neben der Kirche St. Johann Baptist auch das CRUX-Café. Die Kirche ist auch als Kirche mit dem schiefen Turm bekannt: Im Sommer 2004 neigte sich der Turm infolge des U-Bahn-Baus an der Nord-Süd-Stadtbahn, und über die Stadtgrenzen hinaus wurde vom schiefen Turm von Köln berichtet. Das Kippen des Kirchturms hat die Überlegungen zur Neukonzeption der Kirche als Zentrum der Jugend beschleunigt. 
Das CRUX befindet sich in Trägerschaft der Katholischen Jugendagentur Köln gGmbH.

## Geschichte
Die Wurzeln des Projekts eines jugendpastoralen Zentrums um die Kirche St. Johann Baptist reichen bis in die Zeit, als das katholische Jugendamt noch im Ludwig-Wolker-Haus ansässig war und die Stadtjugendmessen in St. Maria im Kapitol stattfanden. Die Idee verdichtete sich, als der Kirchturm im September 2004 infolge des U-Bahn-Baus kippte und Renovierungsarbeiten notwendig wurden. Die positiven Erfahrungen während des Weltjugendtags 2005 unterstützen bei den Verantwortlichen im Erzbistum Köln den Wunsch, die Jugendseelsorge zu stärken und Jugendpastorale Zentren zu schaffen. 2006 wurde Dominik Meiering Stadtjugendseelsorger; er war maßgeblich an der Entstehung des CRUX beteiligt und hat dessen Philosophie als Ort der Heimat, Begegnung und Gemeinschaft für junge Leute entscheidend mitgeprägt. Seit 2007 arbeiten Schwestern von der Gemeinschaft der Diener des Evangeliums am CRUX ehrenamtlich mit. Sie hatten zuvor in der KHG Bonn gewirkt. Nach einer langen Zeit der Renovierung wurde die Kirche St. Johann Baptist als CRUX-Kirche St. Johann Baptist am 28. Juni 2009 von Weihbischof Manfred Melzer feierlich eingeweiht. Am 12. April 2010 wurde das CRUX-Café mit eröffnet. Seit dem 15. August 2015 ist Tobias Schwaderlapp Stadt- und Kreisjugendseelsorger für Köln und den Rhein-Erft-Kreis und somit Leiter des CRUX, nachdem Dominik Meiering im Februar 2015 zum Generalvikar des Erzbistums Köln ernannt worden ist.

## Räumlichkeiten

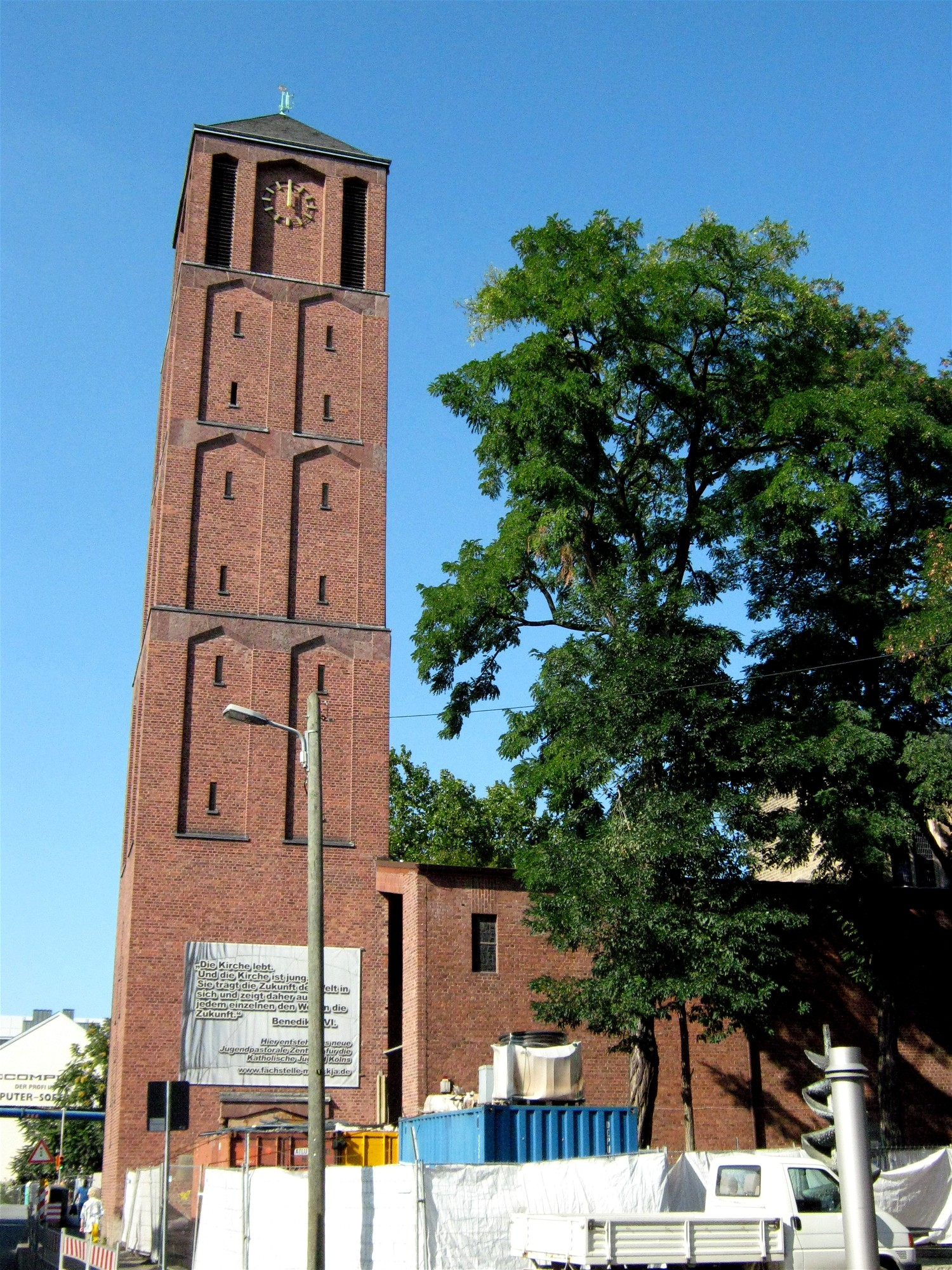
Glockenturm der Jugendkirche

Im Jugendpastoralen Zentrum CRUX befinden sich Kirche, Café und Begegnungsräume unter einem Dach. Im Hauptteil des Gebäudes befindet sich die CRUX-Kirche St. Johann Baptist. Im Turm und dem angrenzenden Teil ist das CRUX-Café untergebracht. So macht schon die Architektur die Philosophie des CRUX sichtbar: Glaube und Leben gehören zusammen. Kirche und Café sind jugendgemäß eingerichtet. Darüber hinaus gibt es den CRUX-Saal als Begegnungsraum sowie für Treffen im kleineren Kreis den Papstsalon. 

### Kirche
(→ St. Johann Baptist (Köln))

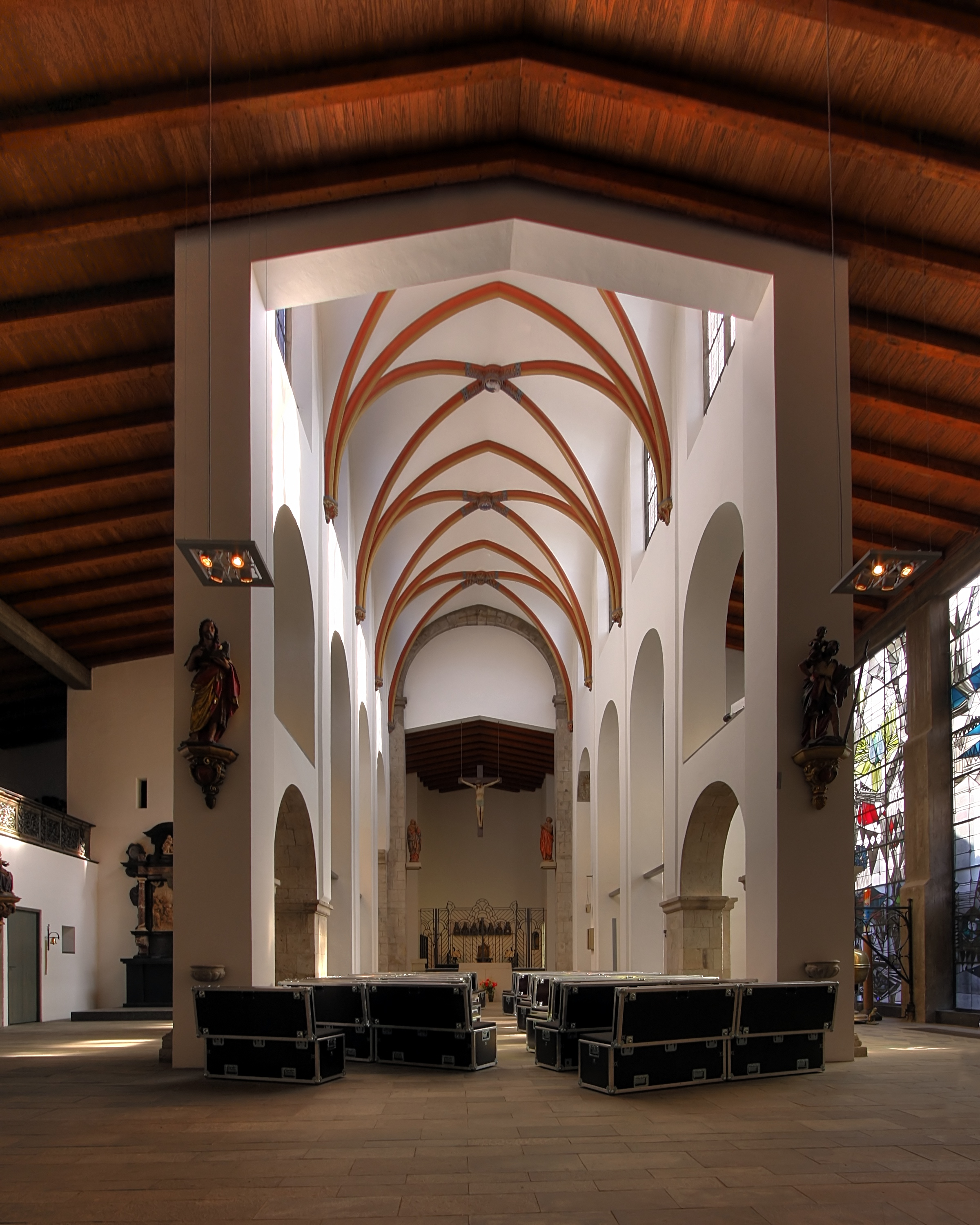
Innenansicht St. Johann Baptist

Die CRUX-Kirche St. Johann Baptist ist das spirituelle Zentrum des CRUX. Die Einrichtung ist schlicht gehalten, damit die jungen Leute den Innenraum selbst gestalten können. Dabei sind Alt und Neu bewusst kombiniert: Neben mittelalterlichen Statuen und dem wertvollen Taufstein stehen umgebaute Musikerboxen, die als Sitzgelegenheit dienen.

### Café
Das 70 m² große CRUX-Café besteht aus einem Thekenbereich und einer Café-Lounge. Das Café ist mit UFO-Lampen und extravaganten Sofas futuristisch eingerichtet und besitzt zur Straße hin eine große Fensterfront. Es ist an drei Tagen in der Woche geöffnet und bietet neben verschiedenen Kaffeevarianten auch Erfrischungsgetränke und kleinere Imbisse. Mittwochs, freitags und sonntags von 15 bis 22 Uhr engagieren sich über 30 Jugendliche und junge Erwachsene ehrenamtlich im Thekendienst. 

## Veranstaltungen
Neben spirituellen Angeboten gibt es Veranstaltungen, in denen Freizeit, Spaß und Aktionen angeboten werden. Seit dem Sommer 2011 erscheint zweimal im Jahr ein Halbjahresprogramm, das einen Überblick über die Veranstaltungen gibt. 

### Spirituell-religiöse Veranstaltungen

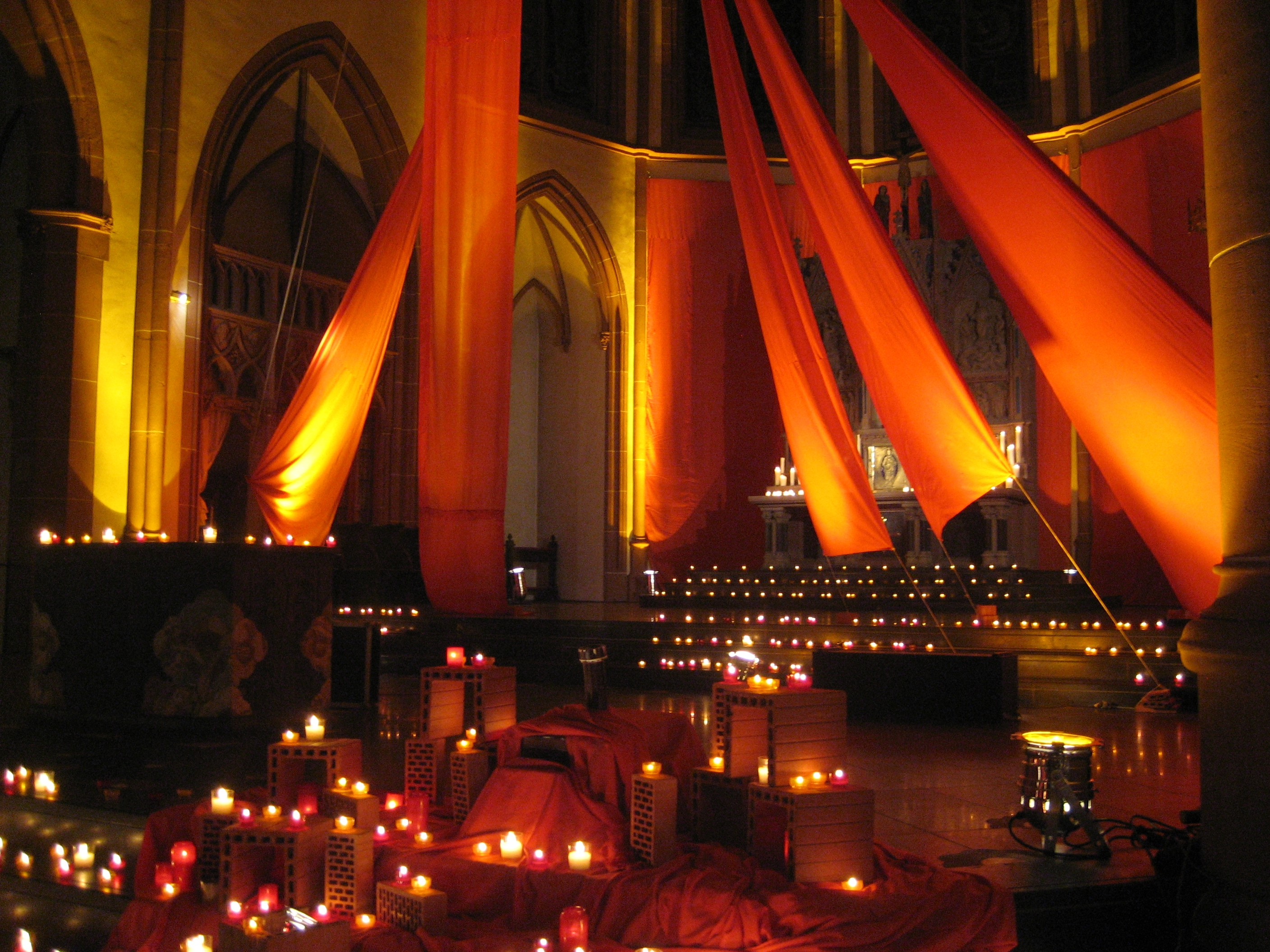
„Große Nacht der Lichter“ in St. Agnes, Köln, am 6. November 2011

Den geistlichen Mittelpunkt des Lebens am CRUX bildet die Stadtjugendmesse, die sonntags um 18:00 Uhr (außer am ersten Sonntag im Monat) in der CRUX-Kirche gefeiert wird. Daneben findet dort donnerstags um 18:30 Uhr eine Abendmesse mit den Dienern des Evangeliums statt, und dienstags morgens gibt es um 6:30 Uhr ein Morgengebet mit anschließendem Frühstück bzw. in der Advents- und Fastenzeit um 7:00 Uhr Frühschichten. Im Advent werden zudem Roratemessen gefeiert. Das CRUX ist mit Taizé  verbunden. Daher gibt es monatlich ein Taizégebet in St. Agnes, jährlich zwei Taizéfahrten sowie am ersten Novembersonntag die Große Nacht der Lichter und im Frühjahr einen „Tag wie in Taizé“. 

#### Glaubenskurs
Zu den Veranstaltungen am CRUX zählt auch der Glaubenskurs, bei dem sich junge Menschen treffen, um gemeinsam über ihren Glauben zu sprechen. Der Kurs findet zweimal im Jahr, jeweils montags über einen Zeitraum von zehn Wochen statt. Die Abende haben eine wiederkehrende Struktur. Nach einem Einstieg mit einem Snack wird zum jeweiligen Thema ein Impuls geboten. Im Anschluss daran treffen sich die Teilnehmer in Kleingruppen zu Vertiefung und Austausch.

### Gesellschaftlich-kulturelle Veranstaltungen
Zu den gesellschaftlich-kulturellen Angeboten zählen Mitmachausstellungen, Partys im Café, Konzerte und Musicals, Chor- und Bandprojekte von Neuer Geistlicher Musik bis hin zu afrikanischen Beats und Rhythmen. Daneben gibt es Schulungen, Tanzkurse, einem Erste-Hilfe-Kurs, Gitarren- oder Spanischkurs.

## Ziele
Das CRUX soll ein Ort der Begegnung sein, ein Ort, an dem Kirche als Gemeinschaft spürbar wird. Jugendliche und junge Erwachsene im Alter von 15 bis 27 Jahren sollen unabhängig von ihrer Nähe oder Distanz zur Kirche angesprochen werden.
Das CRUX, dessen Motto „Glauben. Katholisch. Leben.“ lautet, versucht Kirche und Gemeinschaft erfahrbar zu machen und die Kirche mit der Lebenskultur junger Menschen zusammenzubringen. Es sollen die Fragen, Sorgen und Sehnsüchte der Jugendlichen wahrgenommen und ihnen eine Heimat mit einem „klaren katholischen Profil“ geboten werden. Jugendliche und junge Erwachsene sollen die Möglichkeit haben, ihren Glauben miteinander zu teilen oder sich kirchlich zu engagieren. Probleme der Jugend wie  Jugendarmut, Abitur nach zwölf Jahren, Arbeitslosigkeit sollen erkannt und eine entsprechende Seelsorge angeboten werden. Dabei soll das CRUX kein Ersatz für die Heimatpfarreien sein. 
Dabei setzt das CRUX auf die Zusammenarbeit mit Firmgruppen und Schulklassen der umliegenden Schulen, sowie auf Kontakt mit Jugendlichen mit Migrationshintergrund, um mit ihnen in einen interkulturellen oder interreligiösen Dialog zu treten. Außerdem soll die Jugendarbeit im Stadtdekanat Köln über das CRUX vernetzt und koordiniert werden.

## Ähnliche Projekte
- Ekko in Bonn
- die botschaft in Düsseldorf
- Jule in Leverkusen
- Lux Junge Kirche in Nürnberg